# Hubert Humphrey
Pour les articles homonymes, voir Humphrey.
Hubert Horatio Humphrey II, né le 27 mai 1911 à Wallace (Dakota du Sud) et mort le 13 janvier 1978 à Waverly (Minnesota), est un homme politique américain membre du Parti démocrate, 38e vice-président des États-Unis de 1965 à 1969.
Maire de Minneapolis de 1945 à 1948 puis sénateur du Minnesota au Congrès des États-Unis de 1961 à 1964, il est candidat aux primaires démocrates pour l'élection présidentielle de 1960, mais échoue face au sénateur John F. Kennedy qui devient élu président par la suite. Il est élu vice-président des États-Unis comme colistier du président Lyndon B. Johnson lors de l'élection de 1964 et occupe ce poste de 1965 à 1969, durant le second mandat de Johnson. Il est également le candidat démocrate à la présidence en 1968 contre Richard Nixon, dans une élection qu'il perd. Il redevient ensuite sénateur de 1971 jusqu'à sa mort.

## Biographie

### Études
Hubert Humphrey est né le 27 mai 1911 à Wallace, comté de Codington dans le Dakota du Sud. Il est le fils de Hubert Humphrey Sr et de Ragnild Kristine Sannes qui est d'origine norvégienne. Il passe sa jeunesse dans la petite ville de Doland, elle aussi située dans le Dakota du Sud et qui comptait alors environ 700 habitants. Son père est le pharmacien de Doland mais aussi un élu local (il fut maire de Doland et conseiller municipal). La crise économique qui frappa les États-Unis dès 1929 affecta durement Doland. Des banques et des commerces fermèrent, et le père de Humphrey dut se battre pour conserver sa pharmacie. Une fois que son fils eut terminé ses études secondaires, Hubert Humphrey Sr considère qu'il est temps de quitter Doland et il ouvre une nouvelle pharmacie à Huron, toujours dans le Dakota du Sud.
La situation financière précaire de la famille oblige le jeune Humphrey Jr à renoncer à ses études de pharmacie qu'il avait débutées à l'Université du Minnesota au bout d'un an. Cependant il avait besoin d'une licence pour exercer le métier de pharmacien, et il put l'obtenir en six mois, alors que le cursus dure deux années. C'est au Capital College of Pharmacy de Denver qu'il réalisa cette prouesse.
De 1933 à 1937 il peut ainsi aider son père dans son officine à Huron. Cependant son métier de pharmacien ne l'enthousiasme pas. Il avait toujours rêvé de décrocher un doctorat en sciences politiques pour devenir enseignant.
En 1936, il épouse la future Muriel Humphrey Brown. Elle lui succède comme sénatrice, en 1978.
En 1937 il retourna étudier à l'université du Minnesota, qu'il avait quittée auparavant, et y décrocha ses diplômes sans toutefois avoir le temps de réussir son doctorat. C'est pour cette raison qu'en 1969 l'université du Minnesota refuse de le laisser enseigner.
Pendant la Seconde Guerre mondiale, Hubert Humphrey s'occupe de la production industrielle de son État.

### Ascension politique
En 1944, Humphrey participe activement à la fusion entre le parti démocrate du Minnesota et le parti travailliste et paysan pour former le Minnesota Democratic-Farmer-Labor Party (Parti démocrate travailliste et paysan, DFL).
Après un premier échec en 1943, Humphrey est élu maire de Minneapolis dans le Minnesota en 1945, puis réélu largement en 1947.
Il se fait connaître en créant la Americans for Democratic Action, organisation politique promouvant les idées libérales (ou de gauche au sens américain du terme).
Lors de la Convention démocrate de 1948, il livre un discours en faveur des droits civiques, plongeant les démocrates conservateurs du Sud (Dixiecrats) dans la colère : « À ceux qui disent que le programme des droits civiques est en contradiction avec le droit des États, je dis que le temps est arrivé aux États-Unis pour le parti démocrate de sortir de l'ombre du droit des États et de se tourner enfin vers l'éclat lumineux des droits de l'homme. »
La même année, Humphrey est élu Sénateur démocrate du Minnesota, poste auquel il sera réélu en 1954 et 1960.
Au Sénat, il est un des plus ardents défenseurs des causes libérales, comme les droits civiques, le contrôle des armes à feu, la fin des tests nucléaires ou l'aide aux pays en développement.
En 1960, il se présente aux primaires démocrates pour l'élection présidentielle, face au sénateur John F. Kennedy. Le film documentaire de Robert Drew, Primary (1960), relate la campagne des primaires démocrates dans le Wisconsin. Face au sénateur du Massachusetts, aidé par ses sœurs, sa femme, et des vedettes comme Frank Sinatra, Humphrey avait des moyens financiers limités ; il se sentait, selon ses dires, « comme un petit commerçant en concurrence avec une chaîne de magasins ». En Virginie-Occidentale, État rural, ouvrier et protestant qui lui semblait favorable, Humphrey fut largement battu par Kennedy. Le soir même, il annonça son retrait de la course à la présidentielle.

### Vice-président des États-Unis
En 1964, le président Lyndon Johnson le désigne comme colistier, et le ticket démocrate est facilement élu face au tandem républicain dirigé par Barry Goldwater.
Si la mise en place des réformes mettant fin à la ségrégation raciale est un succès, Humphrey est critiqué pour sa loyauté envers Johnson à propos de la guerre du Viêt Nam. Une tentative d'assassinat par l'emploi d'un pistolet avec silencieux chinois est déjouée alors qu'il était en visite officielle au Sud Vietnam en février 1966.
En 1968, Humphrey se présente avec succès aux primaires démocrates contre des candidats opposés à la guerre du Viêt Nam, comme Robert Kennedy (assassiné après avoir gagné la première primaire en Californie, ce qui en faisait le grand favori dans la course à la nomination par son parti), George McGovern ou Eugene McCarthy. 
La dissidence du démocrate conservateur George Wallace (qui gagne cinq États du Vieux Sud) provoque la défaite de Humphrey et de son colistier Edmund Muskie : ils obtiennent 31 271 839 voix (42,7 % du vote populaire), contre 31 783 783 voix (43,4 %) pour le candidat républicain Richard Nixon. Nixon remporte 32 États (301 grands électeurs), contre 13 pour Humphrey (191 grands électeurs) et 5 pour Wallace (46 grands électeurs), le Sudiste ayant recueilli 9 901 118 voix (13,5 % du vote populaire).

### Fin de carrière
Après sa défaite, Hubert Humphrey devient professeur de science politique à l'Université du Minnesota puis consultant et ambassadeur itinérant pour l'Encyclopædia Britannica.
Alors qu'il ne comptait pas revenir dans la politique, un concours de circonstances l'y poussa. Eugene McCarthy, Sénateur du Minnesota, réalisant qu'il avait très peu de chance de retrouver son siège lors des élections de 1970, décida de ne pas se représenter.
Humphrey décide de se présenter. Il est élu, et l'est à nouveau en 1976.
En 1972, il se présente aux primaires démocrates, mais est battu par George McGovern.
En 1976, il tente d'être élu Majority Leader (chef du parti majoritaire au Sénat) mais est battu par Robert Byrd. Cependant, le Sénat décide de créer pour Humphrey le poste de Vice President pro tempore.

### Fin de vie et décès
Le 16 août 1977, Humphrey révèle qu'il est atteint d'un cancer de la vessie en phase terminale.
Pour l'honorer, le Président Jimmy Carter lui donna le commandement de Air Force One pour son dernier voyage en direction de Washington, D.C. le 23 octobre 1977.
Sa maladie évoluant, il fut contraint de séjourner régulièrement à l'hôpital. Cela ne l'empêchera pas de continuer à plaisanter avec le personnel et son entourage, voire avec les autres patients, puisqu'il déambulait de chambre en chambre afin de les encourager à se battre, mais aussi pour les écouter. Son esprit combatif ne lui fera pas défaut y compris dans ses derniers instants.
Hubert Humphrey meurt le 13 janvier 1978 dans sa maison de Waverly, dans le Minnesota. Son corps fut successivement exposé aux Capitole de Washington, D.C. et de l'État du Minnesota.
Comme la constitution l'y autorisait, le gouverneur du Minnesota, Rudy Perpich, désigna la veuve de Humphrey pour le remplacer au sein du Sénat en attendant qu'une élection partielle puisse se tenir.
Elle décida de ne pas se présenter au suffrage mais accepta l'intérim pendant quelques mois.

## Dans la culture populaire
En 2016, il est interprété par Bradley Whitford dans le téléfilm All the Way (téléfilm) de Jay Roach, puis par Doug McKeon dans le film LBJ de Rob Reiner.